# Determinate
"Determinate" é uma canção da cantora de música pop estadunidense Bridgit Mendler presente no álbum Lemonade Mouth, trilha sonora do filme com mesmo nome. Lançada em 15 de abril de 2011 no formato de download digital pela Walt Disney Records, a canção conta com a participação do cantor estadunidense Adam Hicks, sendo composta por Niclas Molinder, Joacim Persson, Johan Alkenas, Charlie Mason e Ebony Burks e produzida pela equipe Twin, responsáveis por trabalhos com Ashley Tisdale e Dannii Minogue.

## Recepção da crítica
O portal Disney Dreaming destacou positivamente a canção, dizendo que "começa lenta, mas quando ela anima faz você querer começar a cantar junto. Muito divertida". O Lynrd  declarou que a canção era cativante e realmente boa, destacando como a parte do rap de Adam Hicks como o techo mais interessante e emocionante da faixa. O Pop Crush disse que a canção começa abafada pelo piano, porém se torna interessante quando fica agitada.
| “ | A canção abre com um piano, que coincide com a letra abafada, chata. De repente uma batida pulsante electropop toma conta da música e ela explode em um refrão cativante. A canção também possui uma seção de rap por Adam Hicks, que mostra claramente que ele está bem preparado. | ” |

## Faixas
| Download digital |                                   |                                                                                        |                |         |  |
| N.º              | Título                            | Compositor(es)                                                                         | Produtor(es)   | Duração |  |
| 1.               | "Determinate"                     | Niclas Molinder, Joacim Persson, Johan Alkenas, Charlie Mason, Ebony Burks, Adam Hicks | Twin           | 3:18    |  |
| 2.               | "Determinate (Almighty Club Mix)" | Niclas Molinder, Joacim Persson, Johan Alkenas, Charlie Mason, Ebony Burks, Adam Hicks | Twin           | 6:31    |  |
| Duração total:   | Duração total:                    | Duração total:                                                                         | Duração total: | 9:49    |  |

| DJ Cover |               |                                                                                        |              |         |  |
| N.º      | Título        | Compositor(es)                                                                         | Produtor(es) | Duração |  |
| 1.       | "Determinate" | Niclas Molinder, Joacim Persson, Johan Alkenas, Charlie Mason, Ebony Burks, Adam Hicks | Twin         | 3:18    |  |

| Karaoke Hitman |               |                                                                                        |              |         |  |
| N.º            | Título        | Compositor(es)                                                                         | Produtor(es) | Duração |  |
| 1.             | "Determinate" | Niclas Molinder, Joacim Persson, Johan Alkenas, Charlie Mason, Ebony Burks, Adam Hicks | Hitman       | 3:18    |  |

| DJ Remix |               |                                                                                        |              |         |  |
| N.º      | Título        | Compositor(es)                                                                         | Produtor(es) | Duração |  |
| 1.       | "Determinate" | Niclas Molinder, Joacim Persson, Johan Alkenas, Charlie Mason, Ebony Burks, Adam Hicks | Twin         | 3:18    |  |

## Promoção
Em 11 de abril de 2011 Bridgit Mendler e Adam Hicks apresentaram pela primeira vez ao vivo a canção durante o programa estadunidense Good Morning America, no canal ABC, junto com o elenco de Lemonade Mouth. Em 10 de junho foi a vez do programa The View apresentar uma apresentação do dueto, com participação da atriz Hayley Kiyoko tocando guitarra. Em 16 de setembro Bridgit se apresentou no programa Daybreak, no Reino Unido, com o propósito de divulgar a trilha sonora do filme que havia acabado de ser lançada no país. Já em 3 de novembro cantou a faixa no seriado So Random, da Disney Channel.

## Videoclipe

Capturas de ecrã do videoclipe

O videoclipe da canção foi gravado na cidade de Albuquerque, no estado novo Novo México, Estados Unidos, em 25 de março de 2011, sendo retirado de cenas do longa-metragem Lemonade Mouth. Foi dirigido por Patricia Riggen, mesma diretora do filme, e produzido por Matias Alvarez e Debra Martin Chase, conhecida pelos trabalhos com as The Cheetah Girls. O vídeo foi lançado em 15 de abril de 2011, junto com o lançamento do filme.

### Sinopse
O video se inicia com Bridgit Mendler e sua banda se posicionam no palco de um baile de Halloween para cantar. Seguindo o contexto do filme Lemonade Mouth, de onde as cenas foram retiradas, a cantora se assusta com as luzes voltadas para sí, uma vez que tem medo do palco. Assim que a banda começa executar a canção, Bridgit começa a cantar ainda receosa retirando da platéia pouca atenção, porém quando chega em sua parte eletrônica a cantora e sua banda, formada por Adam Hicks, Hayley Kiyoko, Naomi Scott e Blake Michael,  ganham auto-segurança e conseguem cosquistar e animar o público presente no baile de Halloween. Durante o resto da faixa o público passa a cantar e dançar junto, finalizando com Adam Hicks entrando até a frente do palco para cantar seu rap dentro da canção junto com Bridgit Mendler.

## Desempenho nas tabelas musicais

### Posições
| Paradas (2011)                             | Posições |
| ------------------------------------------ | -------- |
| Alemanha — Media Control Charts            | 92       |
| Canadá — Canadian Hot 100                  | 82       |
| Estados Unidos — Billboard Hot 100         | 51       |
| Estados Unidos — Billboard Digital Songs   | 28       |
| Estados Unidos — Billboard Top Heatseekers | 1        |

## Histórico de Lançamento
| Local          | Data                  | Formato                   | Gravadora           |
| -------------- | --------------------- | ------------------------- | ------------------- |
| Estados Unidos | 15 de abril de 2011   | download digital, Airplay | Walt Disney Records |
| Reino Unido    | 9 de setembro de 2011 | download digital, Airplay | Walt Disney Records |